# Тбилисский драматический театр имени Сандро Ахметели
Тбилисский драматический театр имени Сандро Ахметели — драматический театр в Тбилиси, в районе Глдани. Расположен на улице Акакия Васадзе, рядом находится станция метро Театр Ахметели.

## История театра
Тбилисский драматический театр основан в 1979 году режиссёром Лери Паксашвили, ставшим также директором нового театра. Официально открыт 11 ноября 1981 года постановкой «Оптимистической трагедии» В. Вишневского. В 1986 году Паксашвили оставил посты директора и режиссёра.
В 1987 году театру было присвоено имя выдающегося театрального режиссёра Сандро Ахметели.
В 1997—2006 году театр возглавлял режиссёр Давид Андгуладзе, поставивший в нём «Предательство» Г. Пинтера (впервые на постсоветском пространстве) и «Визит старой дамы» Ф. Дюрренматта. Оба спектакля оформил Айвенго Челидзе — в те годы главный художник театра.
В 2014 году главным режиссёром театра стал Ираклий Гогия.
На сцене театра играют Нугзар Курашвили, Гия Джапаридзе, Мамука Мазавришвили, Тамар Бежуашвили, Гванца Канделаки, Каха Джохадзе, Анна Матуашвили и др.
В 2017 году перед театром открыли «звёзды», посвящённые Нугзару Курашвили и Гии Джапаридзе.